# Giurgeni (okręg Jałomica)
Giurgeni – wieś w Rumunii, w okręgu Jałomica, w gminie Giurgeni. W 2011 roku liczyła 1507 mieszkańców.